# Critique de la chronologie
 (juillet 2021).
Le contenu est difficilement compréhensible vu les erreurs de traduction, qui sont peut-être dues à l'utilisation d'un logiciel de traduction automatique.

La critique de la chronologie est un ensemble d'opinions critiques à l'égard de l'historiographie, dans le sens d'un révisionnisme historique assez vaste non partagé par le milieu académique. Le terme est utilisé à la fois par ses partisans et ses détracteurs.
Elle regroupe plusieurs thèses mettant en cause la chronologie historique, les historiens, leur méthodologie, les traces archéologiques et paléontologiques. La plupart de ces thèses contiennent un raccourcissement drastique, une nouvelle datation voire un allongement de certaines périodes et, par extension, une critique des sociétés humaines.

## Thèses

### Jean Hardouin
Le jésuite et érudit Jean Hardouin (1646-1729) chercha à prouver dans ses Chronologiae ex nummis antiquis restitutae (1696) et ses Prolegomena ad censuram veterum scriptorum (publiés à Londres en 1766), qu'à l'exception de quelques œuvres, tous les écrits classiques de la Grèce antique et de Rome étaient des faux, fabriqués par des moines du XIIIe siècle, sous la direction d'un certain Severus Archontius (qui ne serait autre que l'empereur Frédéric II). Il y niait également l'authenticité de la plupart des œuvres d'art, des pièces de monnaie et des inscriptions anciennes, et assurait que les versions grecques de l'Ancien Testament (la Septante) et du Nouveau Testament étaient des fabrications tardives.

### Nikolai Alexandrovich Morozov
Morozov (1854–1946)  dans son livre "La Révélation de saint Jean - Une étude astronomique et historique" (1907) présente la thèse selon laquelle le livre de l'Apocalypse décrit la constellation astronomique qui se dressait au-dessus de l'île de Patmos le dimanche 30 septembre 395 du calendrier julien.
La thèse prétend que la révélation de Jean ou le règne de Domitien (81–96) était datée d'environ trois siècles trop tôt. Elle est considérée comme réfutée, puisque la révélation de Jean était déjà mentionnée avant l'époque de Jean Chrysostome par les pères de l'église  Hiéronymus et  Irénée  .

### Wilhelm Kammeier
Le professeur et écrivain de l'école élémentaire Wilhelm Kammeier (1889–1959) est à l'origine de la thèse du "Moyen Âge inventé" , qu'il a développée dans les années 1920 et publié sous forme de livre en 1935. Son principal argument était la falsification tardive prétendument prouvée de tous les documents et manuscrits médiévaux. Kammeier a écrit trois autres livres critiques pour la chronologie. Dans les années 1990, sa thèse est reprise par le germaniste Heribert Illig et l'auteur de non-fiction  Uwe Topper et diffusé de manière médiatique.

### Immanuel Velikovsky
Le psychanalyste russe Immanuel Velikovsky (1895–1979) est le fondateur du  néocatastrophisme. Il a également traité de l'histoire de  Égypte ancienne et l'a reconstruite en supposant que l' Exode du peuple d'Israël coïncidait avec celui du Papyrus d'Ipuwer qui décrit la catastrophe. En conséquence, il a diminué la durée du moyen empire et puisque toutes les chronologies anciennes sont basées sur l'égyptien, le raccourcissement conduit à la suppression d'environ 550 ans de la chronologie conventionnelle. Il a également suivi l'approche selon laquelle «les siècles sombres» étaient une erreur historiographique et devraient être considérés comme de la fiction. Son travail est résumé dans la série "Age in Chaos" (1952).

### Heribert Illig - Gunnar Heinsohn - Hans-Ulrich Niemitz
Heribert Illig (* 1945) postule dans son ouvrage, publié pour la première fois en 1994, que le temps entre le VIIe et le Xe siècle apr. J.-C. a été introduit dans la Chronologie et que Charlemagne n'a jamais existé. En outre, Illig a travaillé avec le sociologue Gunnar Heinsohn (* 1943) sur la Chronologie égyptienne, par lequel, contrairement à Velikovsky, ils ne se sont pas uniquement appuyés sur des sources bibliques. Heinsohn était d'accord avec la thèse d'Illig et a essayé de la comparer aux pièces de Carolus et Pépin. Il est arrivé à la conclusion que toutes les pièces de Carolus de Charles le Simple et la  Réforme de la monnaie carolingienne remonte à Pépin l'Ancien. Heinsohn croit également pouvoir prouver que Sumer n'a jamais existé , et que l'histoire de la Mésopotamie et de l'Égypte a été étirée de 2 000 ans pour soutenir l'histoire biblique. L'historien technique Hans-Ulrich Niemitz (1946–2010), comme Illig, a soutenu la théorie d'une période inventée au début du Moyen Âge (le terme «années fantômes» vient de lui) et a mis en doute dans son livre l'histoire académique .

### Anatoli Fomenko
L'académicien russe Anatoli Fomenko a popularisé sa nouvelle chronologie, également nommée récentisme, à partir des années 1990.

### Horst Friedrich
Dans son livre «Jahrhundert-Errtum Eiszeit» de 1997, le philosophe de la science  Horst Friedrich doute des vues communes sur  les périodes glaciaires. Il affirme qu'il n'y a jamais eu de glaciers de plusieurs centaines de kilomètres de long et que les glaciers n'auraient pas pu transporter les blocs erratiques sur de si longues distances parce qu'ils n'avaient pas la «poussée» nécessaire. Les thèses de Friedrich sont considérées comme intenables par les spécialistes des sciences naturelles et ont toutes été réfutées.

### Uwe Topper
Uwe Topper (* 1940) est l'un des critiques de chronologie les plus actifs dans les pays germanophones et a écrit plusieurs livres sur ce sujet. Depuis 1998, il a élargi la thèse d'Heribert Illig et soupçonne que Mohammed ait vécu environ 297 ans plus tôt, et ainsi l'émergence de l'Islam (à partir de 622) a coïncidé avec la condamnation de Arius par le Concile de Nicée (325). Plus tard, les publications de Topper se sont orientées vers la théorie millénaire de Fomenko. Comme lui, il prétend que tous les documents d'historiographie non européenne, par exemple de l'Inde et de la Chine, sont des faux modernes. Une autre thèse controversée de Toppers est que les Hourrites (qu'il appela Horra) a joué un rôle central dans l'âge du bronze,. Comme d'autres critiques de chronologie, Topper doute de l'image scientifiquement formée de histoire géologique et de la théorie de l'évolution selon Darwin.

### Hans-Joachim Zillmer
L'ingénieur diplômé Hans-Joachim Zillmer (* 1950) essaie, comme Fomenko et Topper, de prouver que l'Antiquité a commencé il y a seulement environ 1 000 ans et a été projetée loin dans le passé à travers une historiographie falsifiée et l'a augmenté de moyens de répétitions similaires[incompréhensible]  Zillmer arrive ainsi à la conclusion que l 'Empire romain à Rome n'a jamais existé, mais les vrais Romains étaient d'une part Étrusques qui ont fondé Rome et d'autre part étaient des Grecs antiques qui étaient au sud de Étrurie a également régné dans le sud de l'Italie et la Sicile[incompréhensible] (Magna Graecia). Zillmer soupçonne une catastrophe naturelle majeure ("Little Ice Age") au 6e siècle comme raison de la rupture de l'histoire. Zillmer partage le point de vue d'Illig selon lequel trois siècles (7e - 9e siècles) devraient être supprimés de l'histoire. Il nie également l'existence de l'ère glaciaire; au lieu de cela, il suppose un «temps de neige» beaucoup plus court. Dans les critiques de ses livres, les thèses de Zillmer ont été rejetées comme scientifiquement intenables,.

### Christoph Pfister
L'historien Christoph Pfister (* 1945) est l'un des plus fervents défenseurs de la critique chronologique. Selon Pfister, histoire géologique et histoire culturelle doivent être radicalement raccourcies. Il nie la fiabilité de toute datation d'âge scientifique. Géographiquement, il est un partisan du néocatastrophisme. Pfister croit toute l'histoire humaine depuis les premières civilisations avancées dans son livre  pour pouvoir le raccourcir à moins de 1 000 ans[incompréhensible]: Il considère les cultures anciennes des Celtes, des Grecs et des Romains comme des inventions de la Renaissance. Selon lui, le  Panthéon de Rome date du XVIe siècle, ce que Pfister considère comme le Moyen Âge actuel. L'hébreu est une langue artificielle religieuse, qui n'a été inventée qu'au XVIe siècle, tout comme la Bible et toutes les autres langues anciennes.

## Source de traduction
- (de) Cet article est partiellement ou en totalité issu de l’article de Wikipédia en allemand intitulé « Chronologiekritik » (voir la liste des auteurs).